# Plum
Plum és una població dels Estats Units a l'estat de Pennsilvània. Segons el cens del 2000 tenia 26.940 habitants.

## Demografia
Segons el cens del 2000, Plum tenia 26.940 habitants, 10.270 habitatges, i 7.692 famílies. La densitat de població era de 363,3 habitants/km².
Dels 10.270 habitatges en un 34,1% hi vivien nens de menys de 18 anys, en un 63,6% hi vivien parelles casades, en un 8,5% dones solteres, i en un 25,1% no eren unitats familiars. En el 21,5% dels habitatges hi vivien persones soles el 8,6% de les quals corresponia a persones de 65 anys o més que vivien soles. El nombre mitjà de persones vivint en cada habitatge era de 2,6 i el nombre mitjà de persones que vivien en cada família era de 3,06.
Per edats la població es repartia de la següent manera: un 24,8% tenia menys de 18 anys, un 6,1% entre 18 i 24, un 31,1% entre 25 i 44, un 24,8% de 45 a 60 i un 13,2% 65 anys o més.
L'edat mediana era de 38 anys. Per cada 100 dones de 18 o més anys hi havia 91,9 homes.
La renda mediana per habitatge era de 48.386 $ i la renda mediana per família de 52.807 $. Els homes tenien una renda mediana de 40.788 $ mentre que les dones 27.722 $. La renda per capita de la població era de 20.863 $. Entorn del 4% de les famílies i el 5,3% de la població estaven per davall del llindar de pobresa.

## Poblacions més properes
El següent diagrama mostra les poblacions més properes.